# Randig bränningssabborre
Randig bränningssabborre (Embiotoca lateralis) är en fiskart som beskrevs av Agassiz, 1854. Randig bränningssabborre ingår i släktet Embiotoca och familjen Embiotocidae. Inga underarter finns listade i Catalogue of Life.